# Quezon (Isabela)
Quezon es un municipio filipino de cuarta categoría perteneciente a  la provincia de La Isabela en la Región Administrativa de Valle del Cagayán, también denominada Región II.

## Geografía
Tiene una extensión superficial de 189.90 km² y según el censo del 2007, contaba con una población de 22.050 habitantes y 3.887 hogares; 24.522 habitantes el día primero de mayo de 2010

### Barangayes
Palanán se divide administrativamente en 15 barangayes o barrios, 11 de  carácter rural y los cuatro restantes de carácter urbano: Alunán, Arellano, Santos y  Samonte.
| Barangay               | Hab. (2007) | Categoría |
| ---------------------- | ----------- | --------- |
| Abut                   | 2,027       | Rural     |
| Alunán                 | 1,186       | Urbano    |
| Arellano               | 2,485       | Urbano    |
| Aurora                 | 393         | Rural     |
| Barucboc del Norte     | 2,821       | Rural     |
| Estrada                | 588         | Rural     |
| Santos                 | 2,818       | Urbano    |
| Lepanto                | 1,408       | Rural     |
| Mangga                 | 707         | Rural     |
| Minagbag               | 2,949       | Rural     |
| Samonte                | 1,664       | Urbano    |
| Turod                  | 760         | Rural     |
| Dunmon                 | 520         | Rural     |
| Calangigan (Calamagui) | 614         | Rural     |
| San Juan               | 1,110       | Rural     |

## Política
Su Alcalde (Mayor) es Daryl G. Gascón.

## Historia
Fue creado el 11 de agosto de  1962 por segregación de Mallig.